# Mesochorus emaciatus
Mesochorus emaciatus là một loài tò vò trong họ Ichneumonidae.